# 301394 Bensheim
301394 Bensheim este un asteroid din centura principală de asteroizi.

## Descriere
301394 Bensheim este un asteroid din centura principală de asteroizi. A fost descoperit pe 23 februarie 2009 la Tzec Maun de Erwin Schwab. Asteroidul prezintă o orbită caracterizată de o semiaxă mare de 3,04 ua, o excentricitate de 0,13 și o înclinație de 5,3° în raport cu ecliptica.